# 真未
真未（まみ、本名非公表。5月24日生）は、日本の女性ラジオパーソナリティ。東京都出身、血液型はA型。

## 人物
各FM局で活躍をしているラジオMC。自身のメインパーソナリティー番組以外にも、宇津雄一のラジオ番組などへ出演したりと、レギュラーを多く抱えている。また、ラジオMC以外にもマルチな才能を生かし、ポエムをラジオ番組や書籍で発表したり、鎌倉の知識を生かして雑学番組『テレビチャンピオン』へ出演したりと幅広く活躍している。他にも、2008年放送のネットラジオで語られていた内容として、韓国語が堪能だったり、サッカーの審判員の資格を保有するなど、色々な才能を持つ人物でもある。

## ラジオ
- 鎌倉FM「鎌倉シーサイドステーション」(レギュラー：金曜10:00-12:00)
- 鎌倉FM「湘南POEM BAR」(レギュラー：月曜22：00-)
- 鎌倉FM「SQUAD ON SATURDAY」(レギュラー：第1土曜21:00-22:00)
- FM横浜「MORNING STEPS」(2007年7月16日-2007年8月3日：月曜～金曜8:30-)
- オンエアーステーション「宇津雄一のタイトルいまだ考え中」(レギュラー：第4月曜12:00-)

## テレビ
- テレビ東京「テレビチャンピオン鎌倉王」(2008年5月15日)
- NHK教育「一期一会 キミにききたい!」(2008年11月15日・2008年11月19日)

## 雑誌
- 太陽書房「SEASONS」（執筆連載中）
- ぱど（不定期：執筆）

## 書籍
- 文芸社「響きあう詩」（執筆）

## 新聞
- 鎌倉新聞（不定期：執筆）